# باشگاه فوتبال رویتلینگن
باشگاه فوتبال رویتلینگن ۰۵ یک باشگاه فوتبال آلمانی است که در رویتلینگن، بادن-وورتمبرگ است.

## تاریخچه
این باشگاه با نام آرمینیا رویتلینگن تاسیس شد و در سال ۱۹۱۰ به رویتلینگن تغییر نام داد. این باشگاه با ۱. شویمورین ادغام شد تا تیم فعلی را در سال ۱۹۳۸ تشکیل دهد.
روتلینگن در سال‌های پس از جنگ جهانی دوم به تیم منطقه‌ای مناسبی تبدیل شد، دو مقام دوم در اوبرلیگا در سال‌های ۱۹۵۰ و ۱۹۵۵ که برجسته‌تر بود، و در سال ۱۹۶۳، زمانی که لیگ حرفه‌ای بوندس‌لیگا تشکیل شد، در ردیف دوم رگیونالیگا سود قرار گرفت. پس از کسب مقام دوم در بخش خود در سال ۱۹۶۵، رویتلینگن در دور صعود بوندسلیگا شرکت کرد، جایی که آنها برای اولین بار در بوندس‌لیگا با بایرن مونیخ و بروسیا مونشن گلادباخ روبرو شدند. رویتلینگن مقابل مونشن گلادباخ در زمین خود به تساوی ۱–۱ متوقف شد، اما در خارج از خانه ۷–۰ شکست خورد و یک امتیاز پشت سر آنها در گروه خود به پایان رسید.
رویتلینگن تا اوایل دهه ۱۹۷۰ به فوتبال دسته دوم ادامه داد، زمانی که آنها به اوبرلیگا بادن-وورتمبرگ سقوط کردند، حتی برای مدت کوتاهی به وربندسلیگا وورتمبرگ درجه چهارم سقوط کردند. آن‌ها بیشتر دو دهه و نیم بعدی را در سطح سوم گذراندند و پس از بازگشت به رده دوم، با کسب مقام اول در بخش خود که با شانزده برد پیاپی شروع شد، راه خود را به رده دوم بازگردانند. ماجراجویی سه ساله آنها در بوندس‌لیگا ۲ در سال ۲۰۰۳ پس از آن که تیم به دلیل تخلفات مالی در سال قبل شش امتیاز جریمه شد به پایان رسید. آنها سپس از مجوز بازی در دسته سوم رگیونالیگا سود محروم شدند و مجبور شدند به اوبرلیگا بادن-وورتمبرگ بروند.
این تیم در فصل ۰۶–۲۰۰۵ در اوبرلیگا بادن-وورتمبرگ در جایگاه اول قرار گرفت و برای فصل ۰۷–۲۰۰۶ به رگیونالیگا سود بازگشت. رویتلینگن به مدت دو سال در دسته سوم باقی ماند و در پایان فصل ۰۸–۲۰۰۷ به سختی از صعود به لیگ تازه تاسیس لیگا ۳ غایب بود.
فصل‌های ۰۹–۲۰۰۸ و ۱۰–۲۰۰۹ شاهد پایان یافتن رویتلینگن در وسط جدول رگیونالیگا سود با خروج زودهنگام از جام وورتمبرگ در هر دو کمپین بود. پس از به پایان رساندن در جایگاه چهاردهم در رگیونالیگا سود در فصل ۱۰–۲۰۰۹، این تیم به دلیل ورشکستگی مالی از مجوز ادامه بازی در دسته چهارم محروم شد. رویتلینگن از فصل ۱۱–۲۰۱۰ در اوبرلیگا درجه پنجم بادن-وورتمبرگ شرکت کرده است.
این باشگاه در فصل ۱۵–۲۰۱۴ جام وورتمبرگ با شکست راونزبورگ در فینال به دور اول جام حذفی آلمان راه یافت. در آنجا آنها رقیب محلی خود کارلسروهه را ۳–۱ در کروزیچه با سه پنالتی از کاپیتان خود، جوزپه ریکاردی شکست داد. در دور دوم، رویتلینگن با نتیجه ۴–۰ مقابل تیم دیگری از بوندسلیگا ۲، آینتراخت برانشوایگ شکست خورد.